# Blackout (musikalbum av Dropkick Murphys)
Blackout är ett musikalbum av den amerikanska punkrockruppen Dropkick Murphys. Albumet släpptes 2003 och blev som bäst 83:a på Billboard 200.

## Låtlista
Samtliga låtar skrivna av Dropkick Murphys, om annat inte anges[källa behövs] .
1. "Walk Away" - 2:51
2. "Worker's Song" (Ed Pickford) - 3:32
3. "The Outcast" - 3:10
4. "Black Velvet Band" (trad.) - 3:03
5. "Gonna Be a Blackout Tonight" (Dropkick Murphys/Woody Guthrie) - 2:39
6. "World Full of Hate" - 2:22
7. "Buried Alive" - 1:58
8. "The Dirty Glass" - 3:39
9. "Fields of Athenry" (Pete St. John) - 4:24
10. "Bastards on Parade" - 3:51
11. "As One" - 3:01
12. "This Is Your Life" - 3:44
13. "Time to Go" - 2:53
14. "Kiss Me, I'm Shitfaced" - 5:34